# Pantoporia mira
Pantoporia mira är en fjärilsart som beskrevs av John Nevill Eliot 1969. Pantoporia mira ingår i släktet Pantoporia och familjen praktfjärilar. Inga underarter finns listade i Catalogue of Life.